# Maria Skytte
Maria Skytte af Duderhof, död 1703 (före den 10 maj), var en svensk friherrinna och grevinna, älskarinna och sedan gift med riksrådet greve Gustaf Adam Banér (1631–1681). Hon var föremål för en av sin tids mest uppmärksammade skandalhistorier i Sverige. Hennes liv har varit föremål för forskning. 

## Biografi
Maria Skytte var dotter till friherre Bengt Skytte och Christina Sparre och brorsdotter till Vendela Skytte. Hon föddes någon gång mellan 1636 och 1639. 
Hon blev känd för sitt förhållande med riksstallmästaren Gustaf Adam Banér. Skytte och Banér inledde ett förhållande vid ungefär samma tid som Banér gifte sig med Katarina Lillie (1643–1667), det vill säga 1664, och de levde sedan öppet tillsammans under de följande åren, något som väckte skandal. Allt detta var på den tiden brottsligt och straffbart. Parets förhållande blev ökänt över hela landet och var en av tidens stora skandaler. De reste omkring i landet tillsammans, vilket gjorde att rättsliga åtgärder vidtogs mot dem. Maria Skytte anklagades även för att ha besökt Banér utklädd till man, vilket på den tiden var en brottslig handling som medförde dödsstraff. Inom forskningen tolkas det som att det var vanligt att kvinnor som var inblandade i utomäktenskapliga förhållanden klädde ut sig till män för att skydda sin identitet, och Skytte, liksom Greta Benzelia, framhålls som ett konkret svenskt exempel på detta.     
Banér kallades inför hovrätten och tvingades gå edgång på att hans förhållande till Skytte inte var brottsligt, det vill säga sexuellt, varefter han erhöll en varning av rådet och förvisades från hovet. Då Banér blev änkling gifte sig paret i februari 1667. Äktenskapet betraktades som olagligt och ledde till att Banér blev offentligen anklagad och dömd till sex års landsflykt. Han lyckades dock vinna nåd och få sitt äktenskap legitimerat. Maria Skytte avled år 1703, men hennes exakta dödsdatum är inte känt. Hon måste dock ha avlidit före den 10 maj detta år, då hennes bouppteckning hölls.
Maria Skytte skildras i romanen Fribytaren på Östersjön av Viktor Rydberg.